# Нонго-Азиагбиа, Нестор-Дезире
Нестор Дезире Нонго-Азиагбиа (Nestor-Désiré Nongo-Aziagbia, 6 марта 1970 года, Мбаики, Центральноафриканская Республика) — католический прелат, пятый епископ Босангоа с 14 мая 2012 года. Член монашеской миссионерской конгрегации «Общество африканских миссий».

## Биография
Родился в 1970 году в городе Мбаики, Центральноафриканская Республика. После окончания начальной школы обучался в малой семинарии святого Луи в Бангасу (1983—1987) и в малой семинарии Святого Петра в Банги (1987—1990). С 1990 по 1993 года обучался в главной семинарии Святого Марка в Банги. Изучал богословие в Калави, Бенин (1993—1994). В 1994 году вступил в миссионерскую конгрегацию «Общество африканских миссий», после чего был направлен для служения в епархию Лафиа, Нигерия. В 1996 году продолжил своё богословское образование в высшей семинарии Святых апостолов Петра и Павла в Ибадане, Нигерия. 23 августа 1998 года был рукоположён в священники.
С 1998 по 2004 года служил в апостольском викариате Контагоры. С 2004 года изучал догматическое богословие в Страсбурге, Франция. С 2008 года служил в приходе святого Петра в Ветбруке, Франция.
14 мая 2012 года был назначен Римским папой Бенедиктом XVI епископом Босангоа. 22 июля 2012 года был рукоположён в епископы кардиналом-дьяконом Ностра-Синьора-ди-Коромото-ин-Сан-Джованни-ди-Дио Фернандо Филони в сослужении с титулярным архиепископом Новики Джудом Тадеусом Около и епископом Бамбари Эдуаром Мато.